# Édouard-Jean Réquin
Edouard-Jean Réquin, francoski general, * 1879, † 1953.
Réquin je v svoji vojaški karieri bil: načelnik vojaškega kabineta vojnega ministrstva (1930-32), poveljnik pehote 11. divizije (1932-35), poveljnik 18. vojaške regije (1935-36), poveljnik 20. vojaške regije (1936-38), član vrhovnega vojnega sveta in poveljnik Collége des Hautes Etudes de Défense Nationale (1938-39), poveljnik 4. armade (1939-40), inšpektor 17. in 18. vojaške regije (1940) in poveljnik 2. skupine vojaških divizij (1940-41). Upokojil se je leta 1941.